# Liga Asobal (2010/2011)
Liga Asobal w sezonie 2010/2011 – 51. edycja rozgrywek o tytuł mistrza Hiszpanii w piłce ręcznej mężczyzn, po raz 44. przeprowadzona systemem ligowym, zaś po raz 21. w formule ligi zawodowej pod nazwą Liga Asobal. Rywalizacja rozpoczęła się 11 września 2010, a zakończyła 21 maja 2011. Mistrzostwo kraju wywalczyła FC Barcelona Borges (18. raz w historii), a tytuł króla strzelców przypadł Rafaelowi Baenie z BM Antequery, zdobywcy 179 bramek.
Start zmagań ligowych poprzedził mecz o Superpuchar Hiszpanii pomiędzy Renovalią Ciudad Real (mistrzem Hiszpanii sezonu 2009/10), a FC Barceloną Borges (zdobywcą Pucharu Króla edycji 2009/10), który odbył się 5 września 2010 w Kordobie.
Jego zwycięzcą została Renovalia Ciudad Real, pokonując rywala 29:28. MVP spotkania wybrano Siarhieja Rutenkę, zdobywcę 9 bramek.

## Mecz o Superpuchar Hiszpanii
| 5 września 2010 | Renovalia Ciudad Real | 29:28 | FC Barcelona Borges |

## Uczestnicy
- Renovalia Ciudad Real
- FC Barcelona Borges
- CAI BM Aragón
- Fraikin BM Granollers
- Reale Ademar Leon
- Cuatro Rayas Valladolid
- AMAYA Sport San Antonio
- BM Alcobendas
- Antequera 2010
- Cuenca 2016
- JD Arrate
- Lábaro Toledo BM
- Naturhouse La Rioja
- CB Torrevieja
- Quabit BM Guadalajara
- Alser Puerto Sagunto

W sezonie 2010/11 udział wzięło 16 drużyn klubowych (wyłącznie profesjonalnych), z których każda rozegrała po 30 meczów, systemem kołowym „każdy z każdym, mecz i rewanż”. Tytułu bronił BM Ciudad Real, a w roli beniaminków wystąpiły Alser Puerto Sagunto i Rayet Guadalajara. Zespoły z miejsc 1–3 zakwalifikowały się do Ligi Mistrzów, a te z miejsc 4–5 wywalczyły awans do Pucharu EHF. Drużyny, które zajęły 2 ostatnie miejsca, zostały zdegradowane do División de Honor B (II ligi).

## Tabela końcowa
| Msc | Drużyna                 | Mecze | Z  | R | P  | B+   | B–  | B+/− | Punkty |
| --- | ----------------------- | ----- | -- | - | -- | ---- | --- | ---- | ------ |
| 1.  | FC Barcelona Borges     | 30    | 29 | 0 | 1  | 1020 | 760 | +260 | 58     |
| 2.  | Renovalia Ciudad Real   | 30    | 27 | 0 | 3  | 986  | 777 | +209 | 54     |
| 3.  | Reale Ademar León       | 30    | 21 | 1 | 8  | 912  | 795 | +117 | 43     |
| 4.  | Fraikin BM Granollers   | 30    | 19 | 5 | 6  | 938  | 855 | +83  | 43     |
| 5.  | Cuatro Rayas Valladolid | 30    | 20 | 1 | 9  | 911  | 786 | +125 | 41     |
| 6.  | CAI BM Aragón           | 30    | 18 | 4 | 8  | 903  | 853 | +50  | 40     |
| 7.  | AMAYA Sport San Antonio | 30    | 15 | 2 | 13 | 853  | 833 | +20  | 32     |
| 8.  | Cuenca 2016             | 30    | 13 | 2 | 15 | 806  | 833 | -27  | 30     |
| 9.  | Naturhouse La Rioja     | 30    | 13 | 0 | 17 | 818  | 835 | -17  | 26     |
| 10. | Antequera 2010          | 30    | 11 | 2 | 17 | 796  | 873 | -77  | 24     |
| 11. | CB Torrevieja           | 30    | 10 | 2 | 18 | 762  | 852 | -90  | 22     |
| 12. | Alser Puerto Sagunto    | 30    | 8  | 5 | 17 | 813  | 884 | -71  | 21     |
| 13. | Quabit BM Guadalajara   | 30    | 6  | 6 | 18 | 832  | 920 | -88  | 18     |
| 14. | JD Arrate               | 30    | 5  | 4 | 21 | 730  | 878 | -148 | 14     |
| 15. | Lábaro Toledo BM        | 30    | 4  | 3 | 23 | 799  | 945 | -146 | 11     |
| 16. | BM Alcobendas           | 30    | 1  | 3 | 25 | 730  | 930 | -200 | 5      |

     Liga Mistrzów
     Puchar EHF
     Puchar Zdobywców Pucharów
     Spadek do División de Honor B
| Mistrzostwo                   |
| ----------------------------- |
| FC Barcelona                  |
| Puchar Króla                  |
| Renovalia Ciudad Real         |
| Superpuchar                   |
| Renovalia Ciudad Real         |
| Puchar Ligi Asobal            |
| Renovalia Ciudad Real         |
| Spadek do División de Honor B |
| Lábaro Toledo BM              |
| BM Alcobendas                 |
| Awans z División de Honor B   |
| Sociedad Deportiva Octavio    |
| BM Huesca                     |

## Statystyki

### Siódemka sezonu
| Zawodnik          | Drużyna               | Pozycja               |
| ----------------- | --------------------- | --------------------- |
| Danijel Šarić     | FC Barcelona Borges   | bramkarz              |
| Juanín García     | FC Barcelona Borges   | lewoskrzydłowy        |
| Antonio García    | Fraikin BM Granollers | lewy rozgrywający     |
| Raúl Entrerríos   | FC Barcelona Borges   | środkowy rozgrywający |
| László Nagy       | FC Barcelona Borges   | prawy rozgrywający    |
| Luc Abalo         | Renovalia Ciudad Real | prawoskrzydłowy       |
| Julen Aguinagalde | Renovalia Ciudad Real | obrotowy              |